# Elsa Bloise
Elsa Bloise (Buenos Aires, 1926-Ib., 2 de septiembre de 2018) fue una actriz de teatro argentina.

## Biografía
Se desarrolló en el teatro argentino, donde interpretó papeles de abuela o matriarca en obras de grandes autores como Ivor Martinić. Fue dirigida en la escena teatral por Federico León, Hernán Peña, Adriana Desanzo, Diego Rinaldi, Hernán Morán, Osmar Núñez y Damiana Puglia. Fue dirigida por José María Muscari en las obras Laboratorio Muscari, Sensibilidad, Cumbia, anarquía villera y la primera versión de Derechas.
Uno de sus últimos trabajos fue en Mi hijo sólo camina un poco más lento bajo la dirección de Guillermo Cacace, donde se destacó notablemente, y fue una de las obras más destacadas de la cartelera del off porteño. Con buen criterio, el ambiente llegó a compararla con Margotita, la actriz fetiche del cineasta Jorge Polaco, uno de los impulsores del nuevo cine argentino.
Falleció en la mañana del 2 de septiembre de 2018 a los 92 años de edad por complicaciones naturales en su salud según informó la Asociación Argentina de Actores.

## Teatro
- 2014/2018: Mi hijo sólo camina un poco más lento.
- 2012/2013: Las multitudes.
- 2011/2012: Un tal Bustamante.
- 2009/2010: Qué me van a hablar de amor
- 2008/2009: Conventillos.
- 2008: Laboratorio Muscari.
- 2007: Las voces de Julia.
- 2006/2008: La mejor solución.
- 2005/2006: Sensibilidad.
- 2003/2004: Derechas.
- 2001: 1900 tango.
- 2000: Cumbia, anarquía villera.[4]